# 堀貞
堀 貞（ほり ただし、通称：ほり てい、1872年10月25日〈明治5年9月23日〉 - 1927年〈昭和2年〉7月27日）は、大正時代の経営者。真宗信徒生命保険社長、共保生命保険社長等を歴任した。

## 経歴
九州の柳河藩（福岡県）の下級武士だった堀亨が明治維新により禄を離れた後、その次男（7人兄弟姉妹の4番目）として旧城下町に明治5年（1872年）に生まれた。城下を離れ、教職と片手間の農作業で生計を立てる経済的には厳しい家庭で育ったが、学業成績を評価した後援者もあり、熊本の済々黌に進む。苦学する傍ら剣道にも打ち込み頭角をあらわした。折から熊本に設立された第五高等中学校の補充科に入学し、補習講師などで経済難を凌ぎながら柔剣道などにもいそしみ勉学に励み第五高等学校に改称された年に卒業する。明治27年（1894年）に帝国大学に入学し、明治31年（1898年）に法科政治科を卒業する。
同年、大浦兼武（当時警視総監）の長女兼子と結婚し、翌明治32年（1899年）、住友に雇い入れとなる。住友銀行では入社翌年、銀行支配人の田辺理事に随行し、半年間欧米を視察する。入行4年後に中之島支店の支配人となったが、明治36年（1903年）、大浦兼武が逓信大臣として桂太郎内閣に初入閣したのを機に、大臣秘書官となることを強く求められ、住友銀行を辞職した。
逓信省では、日露戦争の戦前・戦中・戦後を通じ、戦時体制の交通・通信の整備などが大きく前進したが、激戦地の事前現地調査などにも直接携わり兵站整備に繋げたこともあり、勲五等双光旭日章を授けられた。
明治39年（1906年）、大浦大臣の辞任と共に、秘書官を辞め、大阪に移り、東洋木材防腐株式会社（現ケミプロ化成）、日本火山灰株式会社のそれぞれ専務として会社を経営するが、明治41年（1908年）に大浦兼武が第2次桂太郎内閣の農商務大臣として入閣すると、再び大臣秘書官としてサポートすることを求められた。
産業振興を指揮する大浦農商務大臣の秘書官として様々な業務に携わるが、公害問題として深刻化していた住友の四坂島煙害の解決への堀貞の尽力は被害者側からも高い評価を得た。また、ロンドンで開催された日英博覧会には事務官として携わるとともに、大浦日英博覧会総裁に随行し、欧米を3ヶ月に亘る産業視察を行なった。明治44年（1911年）、第2次西園寺内閣の成立ととも大浦が下野したのに伴い、堀貞は秘書官を辞したが、その直後に妻兼子が急逝する。子はなかった。
京都に本社を置く真宗信徒生命保険株式会社の株式の4割を持つ西本願寺の法主・大谷光瑞伯爵が、経営の乱れを心配し、監督当局者である大浦農商務大臣に明治44年（1911年）に相談をしていたが、翌大正元年（1912年）8月に堀貞は、西本願寺からの経営の独立を条件とした上で、同社の社長に就任するに至った。堀貞は、経営改革を進め、大正3年（1914年）、社名を共保生命保険株式会社と改称し、また、大正5年（1916年）には不安定だった西本願寺所有の株式を、久原房之助に肩代わりしてもらうことにより経営の安定を図った。大正8年（1919年）、久原房之助を社長とし、自らは副社長に退いたが、経営はその後も堀貞が指揮した。大正11年（1922年）には、本社を東京に移転し社業の一層の発展を期した（なお、共保生命保険株式会社は、その後、野村生命保険株式会社、東京生命保険相互会社、T&Dフィナンシャル生命保険株式会社と変遷している）。
生命保険会社協会の理事としては、チルメル問題と留萌町債問題に尽力したことが、特記されている。
この間大正2年（1913年）に第三高等学校教授の林和太郎の長女綾子と再婚し、二男三女を儲ける。
また、国策会社の日本染料製造（現住友化学）は設立当初から、久原房之助傘下の日立製作所は設立の翌年からそれぞれ取締役を務めた。傍ら、幼少より鍛錬してきた剣道の振興にかかわり、大日本武徳会の常議員・商議員として、同会の運営・発展に深く貢献した。政治には関心は高く、議員として国政の参画を期待する人も少なくなかったが、大浦の七光りと言われることを嫌い結局出馬には至らなかった。
性格は質素、熱誠、情誼に厚く、細心と大胆が同居。短體頑健、剣道、柔道、短艇など体力に任せるところがあったが、それ以上に酒にまつわる逸話が多い。号は圖(斗)南。
昭和2年（1927年）7月27日逝去。正五位を追陞される。

## 栄典
外国勲章佩用允許
- 1905年（明治38年）6月27日 - 大韓帝国勲三等八卦章[1]

## 著作
- 小島憲一郎編『堀貞自叙伝』小島憲一郎、1928年。